# Phoronopsis harmeri
Phoronopsis harmeri är en djurart som beskrevs av Pixell 1912. Phoronopsis harmeri ingår i släktet Phoronopsis, fylumet hästskomaskar och riket djur. Inga underarter finns listade i Catalogue of Life.